# Łukasz Machaj
Łukasz Jerzy Machaj – polski prawnik, dr hab. nauk prawnych, profesor nadzwyczajny Katedry Doktryn Politycznych i Prawnych, prorektor Uniwersytetu Wrocławskiego.

## Życiorys
27 czerwca 2005 obronił pracę doktorską Integracja europejska w polskiej myśli politycznej w latach 1989-2001, 23 kwietnia 2012 habilitował się na podstawie pracy zatytułowanej Wypowiedzi symboliczne w orzecznictwie Sądu Najwyższego USA. Jest zatrudniony na stanowisku profesora nadzwyczajnego w Katedrze Doktryn Politycznych i Prawnych.  W latach 2016–2020 pełnił funkcję prodziekana na Wydziale Prawa, Administracji i Ekonomii Uniwersytetu Wrocławskiego. Od 14 czerwca 2022 r. jest prorektorem ds. nauczania Uniwersytetu Wrocławskiego.